# Vasco de Assis Teixeira da Gama Lobo Xavier
Vasco de Assis Teixeira da Gama Lobo Xavier ComIH (Braga, São João do Souto, 20 de Dezembro de 1932 – Coimbra, Almedina, 23 de Julho de 1992) foi um professor universitário português.

## Família
Filho de António da Gama Lobo Xavier (Matosinhos, Leça da Palmeira, 6 de Setembro de 1889 – Braga, São João do Souto, 31 de Julho de 1946), Licenciado em Direito pela Universidade de Coimbra, Advogado e Provedor da Santa Casa da Misericórdia de Braga, e de sua mulher (Arcos de Valdevez, São Paio, Oratório da Casa de Novelhos, 20 de Agosto de 1930) Maria Felizarda de Assis Teixeira de Magalhães (Arcos de Valdevez, São Paio, Casa de Novelhos, 29 de Outubro de 1897 – Braga, São João do Souto, 23 de Setembro de 1987), filha de Luís Gonzaga de Assis Teixeira de Magalhães, irmão do 1.º Conde de Felgueiras, e de sua mulher Maria da Natividade da Costa Lobo Alves Pereira, sobrinha materna do 2.º Visconde de Porto Covo da Bandeira e 2.º Conde de Porto Covo da Bandeira.

## Biografia
Licenciado e Doutorado em Direito e Professor Catedrático pela Faculdade de Direito da Universidade de Coimbra.

### Condecorações[1][2]
- Comendador da Ordem do Infante D. Henrique de Portugal (8 de Fevereiro de 1967)
- Grã-Cruz do Mérito com Estrela da Ordem do Mérito da República Federal da Alemanha Ocidental (? de ? de 19??)
- Comendador da Ordem de Rio Branco do Brasil (? de ? de 19??)

## Casamento e descendência
Casou em Eiriz, Paços de Ferreira, na Capela de Nossa Senhora dos Remédios, pertencente à Casa do Paço, a 14 de Setembro de 1958 com Maria Rita de Sacadura Botte Aranha Furtado de Mendonça (Mangualde, Mangualde, 14 de Julho de 1936), Senhora do Paço de Sobre-Ribas em Almedina, Coimbra, filha de Bernardo Maria de Meireles Moreira Aranha Furtado de Mendonça (Vila Nova de Gaia, Lever, 13 de Agosto de 1900 - ?), Senhor da Casa do Paço, em Eiriz, Paços de Ferreira e bisneto de António de Vasconcelos de Faria Pereira Coutinho, e de sua mulher (Mangualde, Alcafache, 30 de Dezembro de 1929) Maria Liberata Rosado Freire de Sacadura Botte (Coimbra, Sé Nova, 5 de Setembro de 1909 – 13 de Fevereiro de 1985). Foram pais, entre outros, de António Lobo Xavier.